# 李彥 (北宋)
李彥（11世纪—1126年），北宋太監，名列六賊。
給事掖庭出身，後掌管後苑，宣和三年（1121年） 楊戩死，李繼為大內總管，將楊之前收括的田地併入西城所，共得田三萬四千三百餘頃。“由是破產者比屋，有朝為豪姓而暮乞丐於市者”，先後杖死良民千餘人，京東、河北人民群起反抗。太學生陳東說：“今日之事，蔡京壞亂於前，梁師成陰謀於后，李彥結怨於西北，朱勔結怨於東南，王黼、童貫又結怨於遼、金，創開邊舋。宜誅六賊，傳首四方，以謝天下”。
宣和七年（1125年）十二月，詔罷西城所，將土地還予農家。次年，欽宗賜死李彥。